# خیمه‌شب‌باز (فیلم ۲۰۱۶)
خیمه‌شب‌باز (به هندی: Madaari) فیلمی محصول سال ۲۰۱۶ و به کارگردانی نیشیکانت کامات است. در این فیلم بازیگرانی همچون عرفان خان، ویشش بانسال، جیمی شرگیل، توشار دالوی، نیتش پاندی، سادهیل کاپور ایفای نقش کرده‌اند.